# Сэрата-Рэзешь
Сэрата-Рэзешь (рум. Sărata-Răzeși) — село в Леовском районе Молдавии. Входит в состав города Леова.

## География
Село расположено на высоте 48 метров над уровнем моря.

## Население
По данным переписи населения 2004 года, в селе Сэрата-Рэзешь проживает 1369 человек (674 мужчины, 695 женщин).
Этнический состав села:
| Национальность | Число жителей | Процентный состав |
| -------------- | ------------- | ----------------- |
| молдаване      | 744           | 54.35             |
| гагаузы        | 6             | 0.44              |
| болгары        | 5             | 0.37              |
| румыны         | 3             | 0.22              |
| украинцы       | 2             | 0.15              |
| Всего          | 1369          | 100%              |